# Frontoni del tempio di Atena Alea
I frontoni del tempio di Atena Alea erano due complessi scultorei che decoravano il tempio di Atena Alea a Tegea, in Arcadia, ricostruito dopo l'incendio del 395-394 a.C.. Le fonti letterarie antiche riferiscono che l'incarico per l'erezione del nuovo edificio venne affidata a Skopas, si ritiene al suo rientro in Peloponneso al termine degli incarichi per il Mausoleo di Alicarnasso (351 a.C.), in qualità di architetto, mentre la sua supervisione alla decorazione scultorea dei frontoni viene dedotta su base stilistica e nel riconoscimento di una sostanziale uniformità, quale si può riscontrare nel Partenone e che è invece assente nel tempio di Asclepio a Epidauro. Delle due composizioni frontonali restano oggi solo pochi frammenti, ma estremamente significativi, nel Museo archeologico nazionale di Atene e nel Museo di Tegea.

## Storia
Pausania si riferisce a Skopas come architetto e come autore delle statue di Asclepio e Igea che dovevano affiancare nella cella la superstite statua eburnea di Atena Alea realizzata da Endoios; nulla dice invece della sua partecipazione alle sculture frontonali.

## Descrizione
La copertura del tempio di Tegea era decorata con un grande acroterio floreale all'apice di ciascun frontone, probabilmente di circa 210 cm di altezza, e con una figura femminile disposta sopra ciascun angolo laterale, alta circa 185 cm. Il frontone est rappresentava la Caccia al cinghiale Calidonio, mentre quello ovest il Combattimento fra Greci e Asiatici nella pianura del Caico, guidati rispettivamente da Achille e Telefo. Il marmo usato per tutte le sculture era una varietà locale proveniente dalle cave di Doliana, a circa cinque miglia dall'attuale villaggio di Alea.
La cornice del frontone misurava circa 190 cm in altezza e 16,45 m in lunghezza. Le sculture del frontone occidentale erano più grandi di quelle del frontone orientale: tramite la misurazione delle teste conservate si è potuta ipotizzare un'altezza, per le figure in posizione stante, di circa 160 cm a est e 190 cm a ovest. Le discrepanze rispetto a queste dimensioni standard sono in parte causate dalle correzioni ottiche. Nella descrizione di Pausania (VIII.45.4-7), la decorazione scultorea del frontone orientale comprendeva circa 15 figure. Ci sono giunti frammenti consistenti da sette di queste figure, insieme a quelli di tre animali: il cinghiale e due cani.
Pausania non dice nulla invece delle figure del frontone occidentale; si conservano frammenti significativi di circa 8 o 9 degli eroi che dovevano esservi raffigurati.

### Programma iconografico
I soggetti della decorazione scultorea dovevano in qualche modo essere connessi al duplice ruolo svolto dalla dea Atena Alea protettrice in battaglia e nelle avversità. Se è corretta l'esegesi che vede rappresentata nei rilievi metopali della facciata orientale, in base ai frammenti iscritti dell'architrave, la storia mitica di Tegea e della dinastia discendente da Aleo, sul frontone sovrastante la celebrazione di quest'ultima doveva culminare nell'uccisione del cinghiale calidonio da parte di Atalanta, eroina tegeate per eccellenza. Dietro il successo della dinastia tegeate vi era Atena Alea nel suo ruolo di divina protettrice in battaglia; il tema, pur avendo un'impronta locale, si teneva all'interno di uno spirito panellenico; sulla facciata occidentale un mito locale come quello della vita di Telefo permetteva invece di evocare il coinvolgimento della dea come fonte di aiuto nelle avversità.

## Stile
L'apparenza solida e massiccia delle sculture di Tegea è incrementata dalle proporzioni delle figure in rapporto allo spazio disponibile come si può dedurre dalle dimensioni sopra indicate, con un effetto di compressione che doveva agire sulla forza della rappresentazione drammatica. In se stesse le figure appaiono modellate in modo fluido e continuo, prive della demarcazione muscolare derivata dalla struttura policletea; le tensioni muscolari compaiono raramente e improvvisamente ad accompagnare una particolare attenzione rivolta alla struttura delle articolazioni, sempre subordinata ad una concezione classica della forma. La struttura interna appare sufficientemente salda da mantenere il senso unitario della figura pur all'interno di una prevalente morbidezza del modellato superficiale. Il trattamento del panneggio, d'altro canto, si allontana dalla complessa elaborazione tipica del calligrafismo postfidiaco, ancora presente a Epidauro e in alcune parti del mausoleo di Alicarnasso.
Le teste di Tegea sono unanimemente riconosciute come uniche nell'ambito della scultura greca classica; esse sembrano presentare l'evoluzione di una forma che, tramite l'allargamento dei piani facciali, diviene cubica e impostata saldamente sul collo ampio; allo stesso tempo la modellazione dei tratti del volto si approfondisce applicandosi in particolar modo alla forma dell'occhio e della bocca. Nelle teste superstiti colpisce la maggiore infossatura degli occhi che dà una particolare ombreggiatura capace di attrarre maggiormente l'attenzione dello spettatore. Dettagli come lo sguardo rivolto verso l'alto e la bocca semiaperta rivelano un notevole pathos drammatico. Questa attenzione particolare alla rappresentazione del pathos, originatasi in epoca protoclassica nei frontoni del tempio di Zeus a Olimpia, ebbe un seguito convincente nel frontone est del tempio di Asclepio a Epidauro, come la superstite testa di Priamo (Atene, Museo archeologico nazionale 144) sembrerebbe mostrare. Lo scultore di Tegea tuttavia, opera una sorta di selezione all'interno dei mezzi disponibili, in modo da adattare l'esigenza dell'espressività facciale ad un più tradizionale contenimento classico. Nell'insieme dunque i caratteri delle teste di Tegea sembrano essere l'espressione di una creatività individuale e originale, non debitrice, se non in modo parziale, a esperienze precedenti.

## Altre immagini

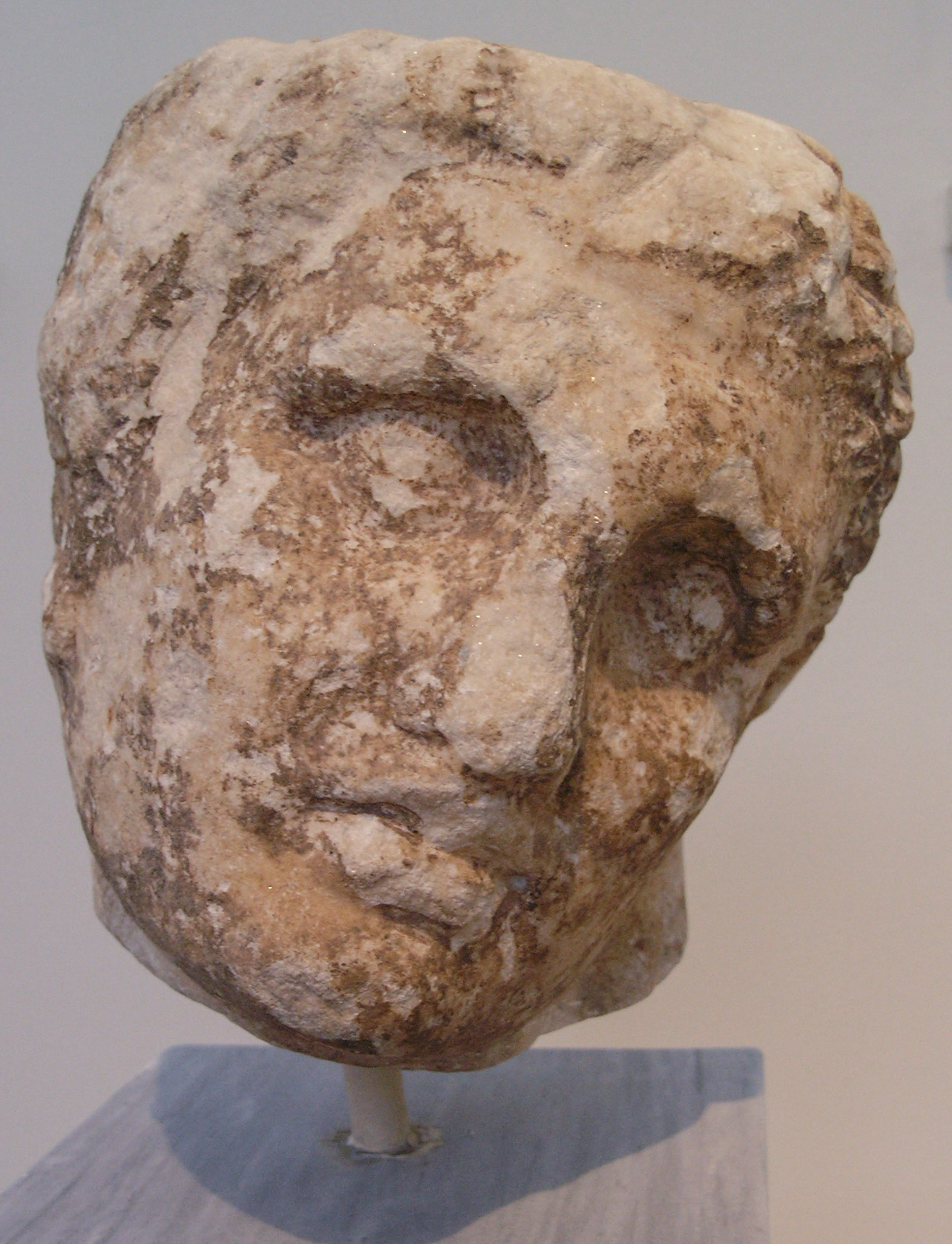
Testa di giovane
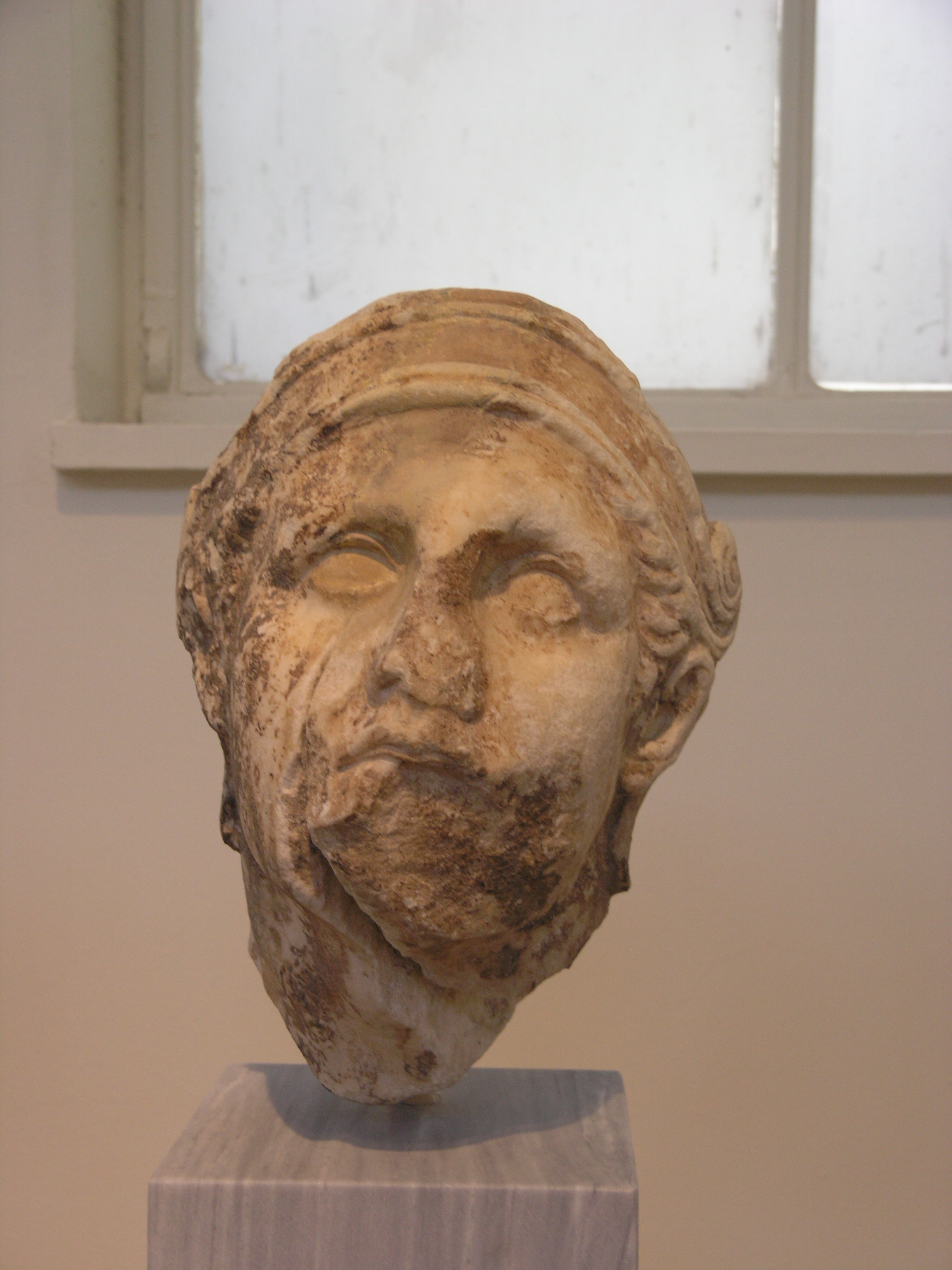
Testa di guerriero